# Paris-Saclay

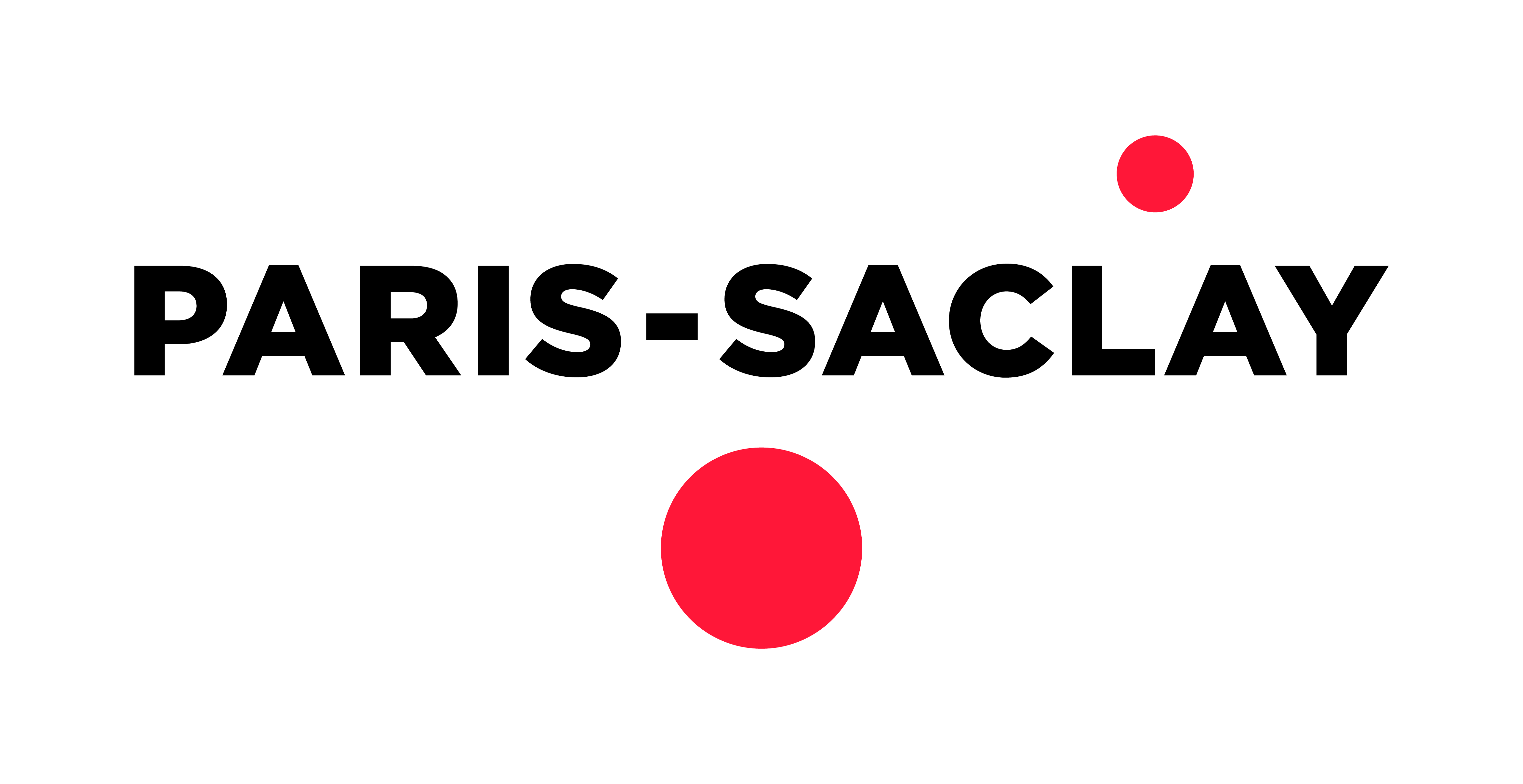
Paris-Saclay

O Paris-Saclay é um parque tecnológico e científico perto de Saclay, na Ilha de França. Inclui instituições de investigação, duas grandes universidades francesas com instituições de ensino superior (grandes écoles) e também centros de investigação de empresas privadas. Em 2013, a Technology Review classificou Paris-Saclay entre os 8 maiores clusters de investigação do mundo. Em 2014, compreendia quase 15% da capacidade de investigação científica francesa.
As primeiras povoações datam dos anos 50, e a área foi alargada várias vezes nos anos 70 e 2000. Vários projectos estão actualmente em curso para desenvolver ainda mais o campus, incluindo a relocalização de algumas instalações.
A área alberga actualmente muitas das maiores empresas de alta tecnologia da Europa, bem como as duas principais universidades francesas, a Universidade Paris-Saclay (CentraleSupélec, ENS Paris-Saclay, etc.) e o Institut Polytechnique de Paris (Escola Politécnica, Télécom ParisTech, HEC Paris, etc.). No ranking ARWU 2020, a Universidade Paris-Saclay ocupa o 14º lugar no mundo em matemática e o 9º no mundo em física (1º na Europa).
O objectivo era reforçar o agrupamento a fim de criar um centro científico e tecnológico internacional que pudesse competir com outros distritos de alta tecnologia, tais como Vale do Silício ou Cambridge, MA.